# Julián Duranona
Róberto Julián Duranona Larduet, né le 8 décembre 1965 à Cuba, est un ancien joueur de handball cubain naturalisé islandais évoluant au poste de pivot puis d'arrière gauche.

## Biographie
Adolescent, Julian Duranona n'était pas particulièrement intéressé par le sport, et encore moins par le handball qui n'est pas très populaire en Cuba. Pourtant, à près de 18 ans, il découvre le handball, intègre une équipe jeune 6 mois plus tard puis l'équipe nationale un an plus tard.
Avec l'équipe nationale de Cuba, il participe à 21 ans au Championnat du monde 1986 où Cuba termine 15e sur 16 mais Duranona se fait remarquer en terminant deuxième meilleur buteur derrière le coréen Kang Jae-won avec 50 réalisations, performance d'autant plus notable qu'il évoluait alors au poste de pivot. Quatre ans plus tard, au Championnat du monde 1990, Cuba termine à nouveau à une modeste 14e place sur 16 mais Duranona termine co-meilleur buteur avec le soviétique Alexandre Toutchkine. Lors de cette compétition, il rencontre un journaliste islandais, Andrés Pétursson, qui lui propose de le contacter si Duranona veut jouer autre part qu'à Cuba.
Quatre ans plus tard, à l'automne 1994, alors que l'équipe nationale est en stage en Argentine pour préparer les Jeux panaméricains, Duranona, pourtant capitaine, décide de laisser l'équipe, : « J'ai organisé mon évasion avec des amis de Buenos Aires. Ils sont venus me chercher à l'hôtel en voiture après avoir récupéré mes affaires dans ma chambre. Bien sûr, je n'avais parlé de ce projet à personne. Et surtout pas à mon père, membre du Parti communiste. ». Il reste alors à Buenos Aires, en instance de régularisation, et devient entraîneur d'un petit club. Puis un jour, Andrés Pétursson l'appelle et l'invite à rejoindre l'Islande et le KA Akureyri. Au bout d'une saison, le Parlement islandais lui propose de prendre la nationalité islandaise grâce à une procédure accélérée. À l'instar de ce que feront d'autres joueurs de l'équipe nationale de Cuba tels que Carlos Pérez, Rolando Uríos ou encore Julio Fis, il revêt le maillot d'une autre équipe nationale : l'Islande. Auteur de 202 buts en 61 sélections, il participe à trois compétitions internationales pour l'Islande. Entre-temps, il a rejoint le Championnat d'Allemagne et le ThSV Eisenach où il marque 426 buts en l'espace de trois ans. Il évolue ensuite pour le TuS N-Lübbecke puis le HSG Wetzlar et enfin le TSV Hannover-Burgdorf où il met un terme à sa carrière professionnelle en 2004.

## Palmarès

### Club
Compétitions nationales
- Vainqueur du Championnat d'Islande (1) : 1997
- Vainqueur de la Coupe d'Islande (1) : 1996
- Vainqueur du Championnat d'Allemagne de D2 (1) : 2002

### Sélections nationales
Avec Cuba 
- 270 sélections avec l'équipe nationale de Cuba
- 15e place au championnat du monde 1986 en  Suisse
- Médaille d'argent des Jeux panaméricains de 1987
- Médaille d'or au Championnat panaméricain 1989[6]
- 9e place au championnat du monde B 1989 en  France
- 14e place au championnat du monde 1990 en  Tchécoslovaquie
- Médaille d'or des Jeux panaméricains de 1991[7]

Avec l'Islande 
- 61 sélections et 202 buts avec l'équipe nationale d'Islande[1]
- 6e place au championnat du monde 1997 au  Japon
- 11e place au championnat d'Europe 2000 en  Croatie
- 11e place au championnat du monde 2001 en  France

### Distinctions individuelles
- 2e meilleur buteur du championnat du monde 1986 avec 50 buts
- 2e meilleur buteur du championnat panaméricain 1989 avec 33 buts
- Meilleur buteur du championnat du monde 1990 avec 55 buts